# سي جاي مكولوم
سي جاي مكولوم (بالإنجليزية: C. J. McCollum)‏ مواليد 19 سبتمبر 1991 في كانتون، هو لاعب كرة سلة أمريكي بدأ مسيرته الاحترافية في سنة 2013 حيث تم اختياره من قبل فريق بورتلاند ترايل بلايزرز خلال الدرافت، يلعب مع فريق بورتلاند ترايل بلايزرز في الرابطة الوطنية لكرة السلة ويحمل الرقم 3. يبلغ طوله 6 قدم 4 بوصة (1.9 م).

## إحصائيات المسيرة

### الموسم الاعتيادي
| السنة   | الفريق                 | لعب | بدأ | دقيقة | ميداني% | ثلاثية | حرة  | ارتداد | صنع | استلاب | تصدي | نقطة |
| ------- | ---------------------- | --- | --- | ----- | ------- | ------ | ---- | ------ | --- | ------ | ---- | ---- |
| 2013–14 | بورتلاند ترايل بلايزرز | 38  | 0   | 12.5  | .416    | .375   | .676 | 1.3    | .7  | .4     | .1   | 5.3  |
| 2014–15 | بورتلاند ترايل بلايزرز | 62  | 3   | 15.7  | .436    | .396   | .699 | 1.5    | 1.0 | .7     | .1   | 6.8  |
| 2015–16 | بورتلاند ترايل بلايزرز | 80  | 80  | 34.8  | .448    | .417   | .827 | 3.2    | 4.3 | 1.2    | .3   | 20.8 |
| المسيرة | المسيرة                | 180 | 83  | 23.5  | .443    | .408   | .784 | 2.2    | 2.4 | .9     | .2   | 12.7 |

### التصفيات
| السنة   | الفريق                 | لعب | بدأ | دقيقة | ميداني% | ثلاثية | حرة   | ارتداد | صنع | استلاب | تصدي | نقطة |
| ------- | ---------------------- | --- | --- | ----- | ------- | ------ | ----- | ------ | --- | ------ | ---- | ---- |
| 2014    | بورتلاند ترايل بلايزرز | 6   | 0   | 4.0   | .091    | .000   | 1.000 | .2     | .0  | .0     | .0   | .7   |
| 2015    | بورتلاند ترايل بلايزرز | 5   | 1   | 33.2  | .478    | .478   | .769  | 4.0    | .4  | 1.2    | .2   | 17.0 |
| 2016    | بورتلاند ترايل بلايزرز | 11  | 11  | 40.2  | .426    | .345   | .804  | 3.6    | 3.3 | .9     | .5   | 20.5 |
| المسيرة | المسيرة                | 22  | 12  | 28.7  | .425    | .360   | .803  | 2.8    | 1.7 | .7     | .3   | 14.3 |

## روابط خارجية
- سي جاي مكولوم على موقع IMDb (الإنجليزية)
- سي جاي مكولوم على موقع قاعدة بيانات الفيلم (الإنجليزية)
- سي جاي مكولوم على موقع إن بي أي (الإنجليزية)
- سي جاي مكولوم على موقع سبورتس رفرنس (الإنجليزية)
- سي جاي مكولوم على موقع كرة السلة الأوروبية.كوم (الإنجليزية)
- سي جاي مكولوم على موقع إي إس بي إن.كوم (الإنجليزية)
- سي جاي مكولوم على موقع كلية كرة السلة في سبورتس رفرنس.كوم (الإنجليزية)
- سي جاي مكولوم على موقع ريلجم (الإنجليزية)
- سي جاي مكولوم على موقع بروبوليرز (الإنجليزية)
- سي جاي مكولوم على موقع سبورتس رفرنس (الإنجليزية)